# Гутцайт Вадим Маркович
Вади́м Ма́ркович Гутца́йт (6 жовтня 1971 , Київ ) — Міністр молоді та спорту України (2020—2023), український фехтувальник, шабліст, олімпійський чемпіон. Президент Федерації фехтування України з 2017 по 2023 рік.

## Життєпис
Народився у 1971 році в м. Києві.
У 1986—1988 роках працював інструктором по спорту, інструктором з фізичної культури та спорту (фехтування) Київської міської ради «Динамо».
З 1988—1991 роках був інструктором фізичної культури Державного комітету УРСР по фізичній культурі та спорту.
У 1991 році був спортсменом-інструктором збірної команди СРСР з фехтування Державного комітету УРСР у справах молоді, фізичної культури та спорту; спортсменом-інструктором збірної команди СРСР з фехтування Київського міськспорткомітету. у тому ж році, на світовому чемпіонаті з фехтування Гутцайт був третім в індивідуальному заліку, чим допоміг Об'єднаній команді завершити змагання на другому місці.
Має вищу освіту. У 1993 році закінчив Київський державний інститут фізичної культури.
У 1992—1995 роках — спортсмен-інструктор штатної збірної команди України з фехтування Київського міськспорткомітету. В 1992 році, виступаючи в складі Об'єднаної команди він завоював командне золото.
У 1993—2002 роках — проходив військову службу у Збройних Силах України.
З 2002 року до 2010 був головним тренером збірної команди України з фехтування Держкомспорту України. У 2010 році працював генеральним директором Державного підприємства «Олімпійський навчально-спортивний центр».
У 2004 році отримав почесне звання «Заслужений працівник фізичної культури і спорту України», нагороджений орденами «За заслуги» III (1997), «За заслуги» II (2008), «За заслуги» І (2012) ступенів.
Був наставником української команди шаблісток, яка завоювала золоті олімпійські медалі на пекінській Олімпіаді.
З 2006 по 2012 рік був помічником-консультантом на громадських засадах депутата Верховної Ради (ВР) V скликання (2006—2007 рр, № 103 за списком «Партії регіонів») та VI скликання (2007—2012 рр, № 132 за списком «Партії регіонів») Ельбруса Тедеєва.
У 2010—2017 роках працював виконавчим директором Державного підприємства «Олімпійський навчально-спортивний центр» Державного підприємства «Об'єднання спортивно-господарських споруд»; генеральним директором Державного підприємства "Олімпійський навчально-спортивний центр «Конча-Заспа».
У 2017—2018 роках — заступник директора департаменту освіти та науки, молоді та спорту — начальник управління молоді та спорту департаменту освіти та науки, молоді та спорту виконавчого органу Київської міської ради (Київської міської державної адміністрації).
З 26 червня 2018 року працював директором департаменту молоді та спорту виконавчого органу Київської міської ради (Київської міської державної адміністрації).
У 2018 році був одним зі співвласників російського ТОВ «Альтаир» (СТО «Чемпіон» в Лубні під Москвою) разом з двома російськими фехтувальниками Ільгаром Мамедовим та Станіславом Поздняковим (президент Олімпійського комітету Росії). Історія змін в російських реєстрах вказує, що свою частку він передав Ільгару Мамедову — багаторічному головному тренеру збірної Росії з фехтування, який має звання полковника Збройних Сил РФ.
4 березня 2020 року був призначений на посаду Міністра молоді та спорту України.
З 17 листопада 2022 року — президент НОК України.
9 листопада 2023 року пішов у відставку з посади Міністра молоді та спорту.

## Політика
Кандидат у народні депутати від партії «Слуга народу» на виборах 2019 року, № 81 у списку.

## Розслідування
Фігурант у кримінальній справі щодо розкрадання 2,25 млн грн державних коштів на закупівлях човнів для київських спортсменів. У справі він вказаний як директор департаменту молоді та спорту КМДА (попередня посада).

## Державні нагороди
- Орден «За заслуги» I ст. (15 серпня 2012) — за значний особистий внесок у розвиток олімпійського руху, підготовку спортсменів міжнародного класу, забезпечення високих спортивних результатів національної збірної команди України на ХХХ літніх Олімпійських іграх у Лондоні[14]
- Орден «За заслуги» II ст. (4 вересня 2008) — за значний особистий внесок у розвиток олімпійського руху, підготовку спортсменів міжнародного класу, забезпечення високих спортивних результатів національною збірною командою України на XXIX літніх Олімпійських іграх в Пекіні[15]
- Орден «За заслуги» III ст. (10 вересня 1997) — за видатні спортивні досягнення, вагомий особистий внесок в утвердження авторитету України в світі[16]
- Заслужений працівник фізичної культури і спорту України (18 вересня 2004) — за вагомий особистий внесок у підготовку та забезпечення високих спортивних досягнень національної збірної команди України на XXVIII Олімпійських іграх у Афінах[17]
- Відзнака Президента України — ювілейна медаль «25 років незалежності України» (2016)[18].

## Сім'я
Дружина — українська журналістка, радіо- і телеведуча Оксана Гутцайт. Подружжя виховує доньку Еліну (2002 р.н.) і сина Марка (2010 р.н.).